# ブタイウラ
『ブタイウラ』は、高津カリノによる日本の4コマ漫画。2002年から2008年にかけて、高津が運営するウェブサイト「うろんなページ」で連載されたウェブコミックであり、とある世界にあるサーカス団を描く。全25話。
連載終了後の2014年、スクウェア・エニックスから書籍化された。全2巻。書籍化にあたって加筆修正がなされており、序盤7話分のストーリーが5話に再構成されている。また、最終回後にエピソードが1話追加されており、書籍版では全24話となっている。

## あらすじ
雑技団の団長の息子・ヒシンは、父親から、ガルディアという街にあるサーカス団で修業するよう言われる。そのサーカス団には団長のナサヤをはじめ、ピエロのルース、歌い手のセリアー、人形遣いのアレス、猛獣使いのリナカといった団員がいたが、長い間公演が行われていなかった。ヒシンの提案もあり、サーカス団は久しぶりに公演を行うが、公演中にヒシンの裏人格が目覚め、団員たちに切りかかるという事件が起きる。ルースがヒシンを表人格に戻したことで事態は解決を見るが、それ以降、ヒシンは団内の一部で「切り裂き魔」と呼ばれるようになる。また、ナサヤの双子の息子・ソルガとソシアからは「師匠」と慕われ、一方でナサヤの異父妹・リリザからは怖がられるようになる。
リリザは臆病な性格で、よく箱の中に入っていたが、ある日、ソルガとソシアに箱を奪われてしまう。ソルガとソシアは箱を使ってヒシンの裏人格を呼び起こすが、リリザの怯えっぷりを見たヒシンは、リリザに飴を与え、精神的に強くなるよう促す。その後もリリザは表人格のヒシンや裏人格のヒシンにしばしば助けられていたが、あるとき、ヒシンに何故ときどき人格が変わるのか尋ねる。ヒシンはここで初めて自分には裏人格があり、裏人格の自分が他者に迷惑をかけていたことを知る。サーカス団は裏人格も含めてヒシンを受け入れていたが、ヒシンは一旦故郷に帰って裏人格の自分が迷惑をかけた人々に詫び、その上でサーカス団に戻ると宣言し、故郷に向けて旅立つ。

## 登場人物
ヒシン
本作の主人公。ガルディアの東方にある雑技団の団長の息子で、ナイフ投げ師。
真面目な性格だが、目隠しをされると人格が変わり、言動が荒っぽくなる。ヒシンの裏人格は表人格のことも把握しているが、表人格には裏人格のときの記憶がない。
ルース
サーカス団のピエロ。副業として賞金稼ぎをしており、腕っぷしが強い。また爆弾の製造に長けており、作中では「爆弾魔」と呼ばれる。
セリアーを愛しており、彼女が酷い目に遭わされると、その相手に容赦なく制裁を加える。
セリアー
サーカス団の歌い手。人気はあったが、ある日、声が出なくなる。それ以来、サーカス団の公演は行われなくなり、本人も主に筆談で会話するようになる。しかし、ヒシンが故郷に帰る前日に再び声が出るようになる。
ルースを愛している。またリナカのことを妹のように思っており、それ故、リナカとよく一緒にいるアレスとは仲が悪い。
アレス
サーカス団の人形遣い。
面倒見は良いが、冷酷な物言いをする。実家は医者であり、怪我をしがちなリナカの手当ても担当している。
リナカ
サーカス団の猛獣使い。「九竜」という蛇を飼っている。
しょっちゅう怪我をしており、そのたびに血を流している。自分のことを手当てしてくれるアレスによく懐いており、加えて彼とは大人の関係にある。
ナサヤ
サーカス団の団長で、踊り子。
盗賊の頭・グランとの間に、ソルガとソシアという双子の息子をもうけている。
リリザ
ナサヤの異父妹。両親と死別後、姉に引き取られ、ルース・セリアー・アレス・リナカの4人に育てられた。その際、アレスに「外は怖い」と教えられたことがきっかけで引きこもりと化す。

## 作風
作者の高津は2004年に『WORKING!!』で商業デビューを果たしているが、商業デビュー前から「うろんなページ」でウェブコミックを執筆しており、本作もその1つである。特に本作は高津が初めて描いた漫画であり、ライターのたまごまごは、珍妙なキャラクターを多数登場させ、キャラクター同士の横の繋がりをじっくり広げていくという本作のスタイルは、商業デビュー後に執筆された作品にも受け継がれている、と評している。

## 書誌情報
- 高津カリノ 『ブタイウラ』 スクウェア・エニックス〈ヤングガンガンコミックス〉、全2巻
  - 上巻、2014年12月25日初版発行（同日発売[ス 1]）、ISBN 978-4-7575-4513-7
  - 下巻、2014年12月25日初版発行（同日発売[ス 2]）、ISBN 978-4-7575-4514-4

### スクウェア・エニックス公式サイト
以下の出典は『スクウェア・エニックス公式サイト』内のページ。書誌情報の発売日の出典としている。
1. ↑  “ブタイウラ 上巻”. 2018年3月17日閲覧。
2. ↑  “ブタイウラ 下巻”. 2018年3月17日閲覧。